# Kyoto-Protokoll
Das Protokoll von Kyoto zum Rahmenübereinkommen der Vereinten Nationen über Klimaänderungen, kurz Kyoto-Protokoll oder Kioto-Protokoll (benannt nach dem Ort der Konferenz Kyōto in Japan), ist ein am 11. Dezember 1997 beschlossenes Zusatzprotokoll zur Ausgestaltung der Klimarahmenkonvention der Vereinten Nationen (UNFCCC) mit dem Ziel des Klimaschutzes. Das am 16. Februar 2005 in Kraft getretene Abkommen legte erstmals völkerrechtlich verbindliche Zielwerte für den Treibhausgas-Ausstoß – der Hauptursache der globalen Erwärmung – in den Industrieländern fest. Bis Anfang Dezember 2011 hatten 191 Staaten sowie die Europäische Union das Kyoto-Protokoll ratifiziert. Die USA lehnten 2001 die Ratifikation des Protokolls ab; Kanada gab am 13. Dezember 2011 seinen Ausstieg aus dem Abkommen bekannt.

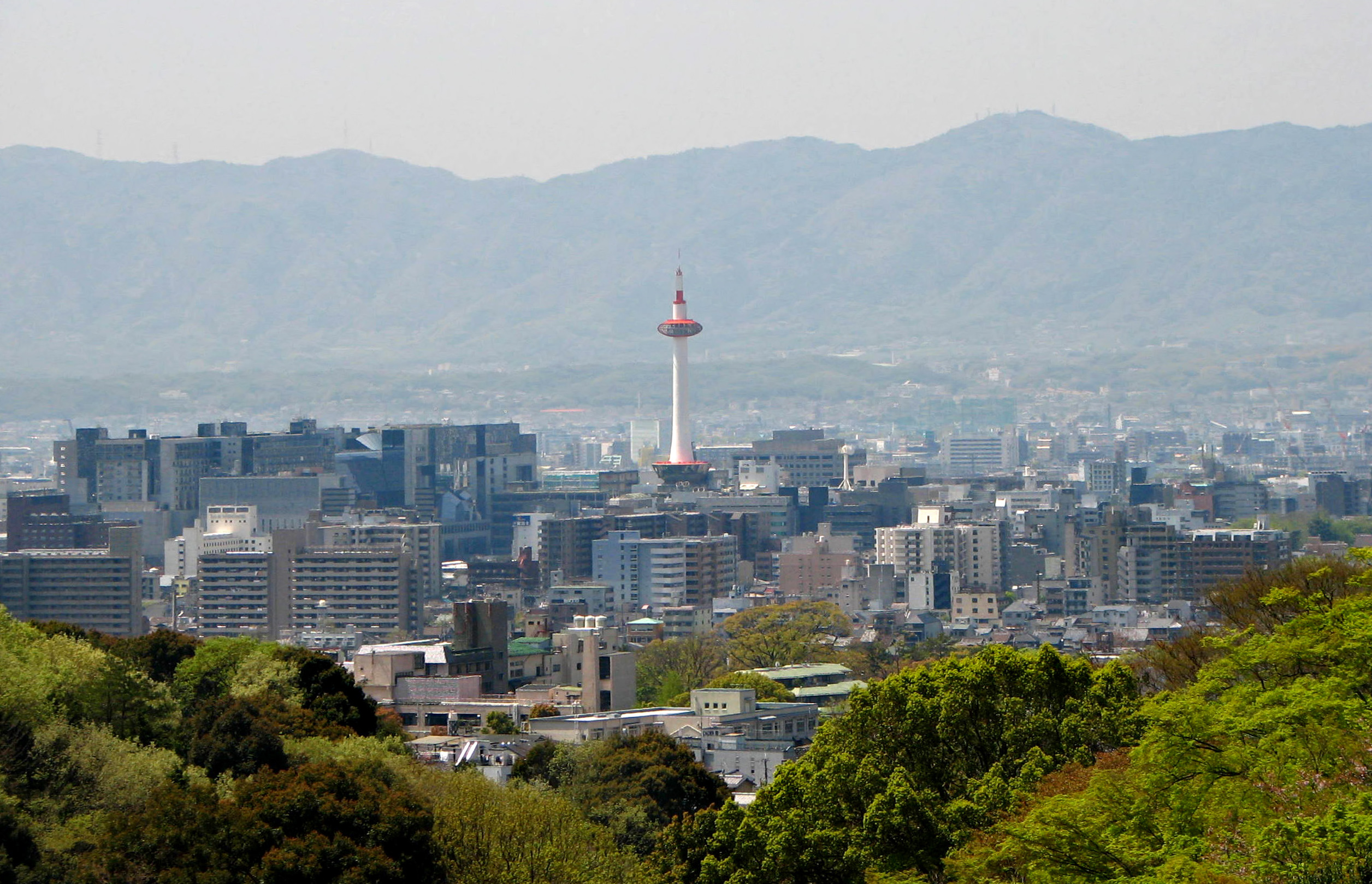
Die japanische Stadt Kyōto, der Verhandlungsort des nach ihr benannten Klimaschutz-Protokolls

Teilnehmende Industrieländer verpflichteten sich, ihren jährlichen Treibhausgas-Ausstoß innerhalb der sogenannten ersten Verpflichtungsperiode (2008–2012) um durchschnittlich 5,2 Prozent gegenüber dem Stand von 1990 zu reduzieren. Diese Emissionsminderungen wurden erreicht. Für Schwellen- und Entwicklungsländer gab es keine festgelegten Reduktionsmengen.
Nach fünf Jahre währenden Verhandlungen – von der UN-Klimakonferenz auf Bali 2007 bis zur UN-Klimakonferenz in Doha 2012 – einigten sich die Vertragsstaaten auf eine zweite Verpflichtungsperiode („Kyoto II“) von 2013 bis 2020. Strittig waren vor allem der Umfang und die Verteilung der künftigen Treibhausgas-Reduktionen, die Einbindung von Schwellen- und Entwicklungsländern in die Reduktionsverpflichtungen sowie die Höhe von Finanztransfers. Die zweite Verpflichtungsperiode musste durch 144 Vertragsparteien des Kyoto-Protokolls akzeptiert werden, um 90 Tage später in Kraft zu treten. Nigeria war am 2. Oktober 2020 der 144. Vertragspartner, der die zweite Verpflichtungsperiode akzeptierte, somit war sie Ende 2020 wenige Stunden lang gültig. Für die Zeit nach 2020 vereinbarten die Vertragsparteien der Klimarahmenkonvention das Übereinkommen von Paris.
Die Zunahme der Treibhausgaskonzentrationen in der Atmosphäre ist vor allem auf menschliche Aktivitäten zurückzuführen, insbesondere auf das Verbrennen fossiler Brennstoffe, Viehhaltung und Rodung von Wäldern.
Die im Kyoto-Protokoll reglementierten Treibhausgase sind: Kohlenstoffdioxid (CO2, dient als Referenzwert), Methan (CH4), Distickstoffmonoxid (Lachgas, N2O), teilhalogenierte Fluorkohlenwasserstoffe (H-FKW/HFCs), perfluorierte Kohlenwasserstoffe (FKW/PFCs) und Schwefelhexafluorid (SF6); explizit ausgeschlossen sind diejenigen Treibhausgase, die bereits durch das Montreal-Protokoll reguliert sind. Das Abkommen konnte nur wenig am allgemeinen Wachstumstrend dieser wichtigsten Treibhausgase ändern. Die Emissionen von Kohlenstoffdioxid und Lachgas stiegen bis 2019 weiter an. Ein Rückgang der anthropogenen CO2-Emissionen im Jahr 2020, dem letzten Jahr der zweiten Verpflichtungsperiode, war vor allem auf die COVID-19-Pandemie zurückzuführen. Der Ausstoß von verschiedenen Kohlenwasserstoffen hat sich aus anderen Gründen stabilisiert, so etwa durch den Schutz der Ozonschicht infolge des Montreal-Protokolls.

## Vorgeschichte

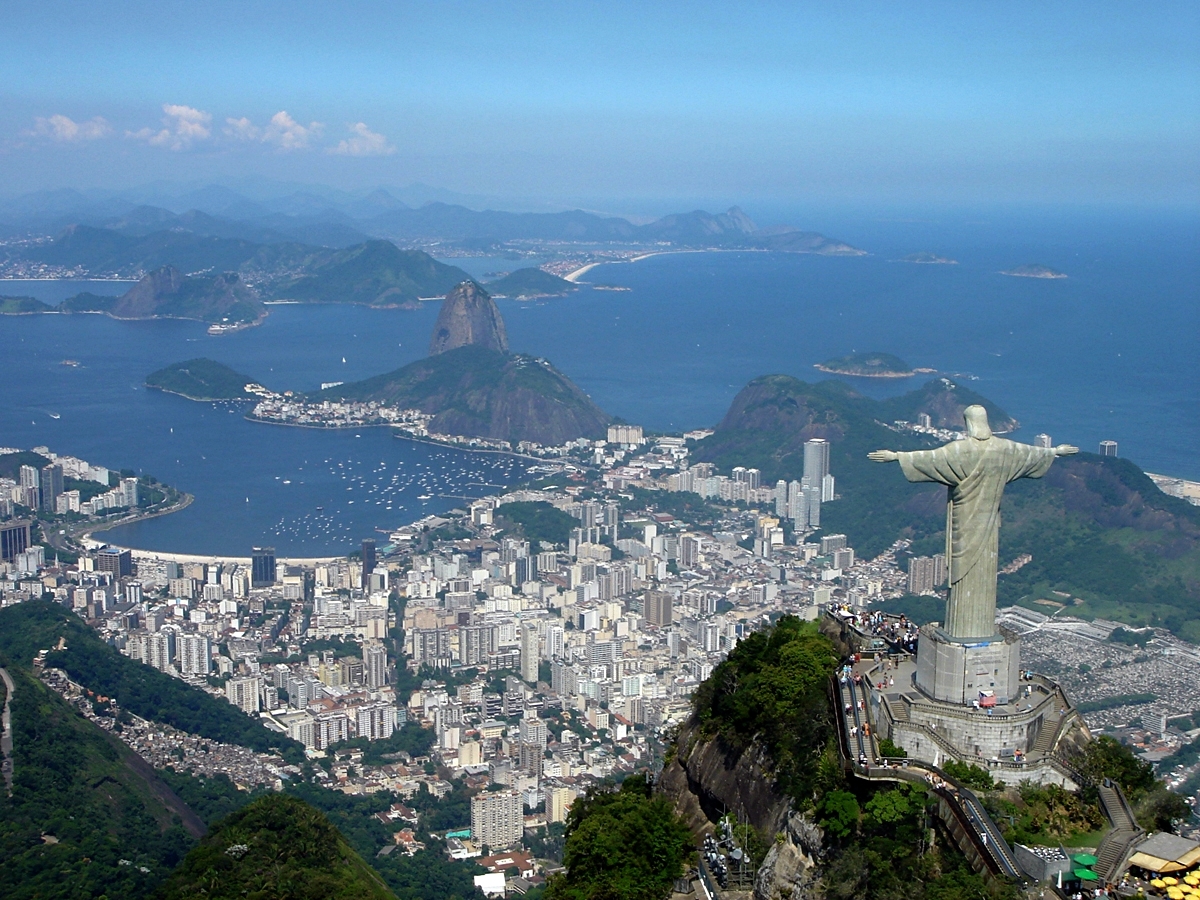
Der Weltgipfel für Umwelt und Entwicklung 1992 in Rio de Janeiro brachte die Klimarahmenkonvention hervor, das völkerrechtliche Grundgerüst für das darauf aufbauende Kyoto-Protokoll.

### 1992: Rio und die Klimarahmenkonvention
Im Juni 1992 fand in Rio de Janeiro die Konferenz der Vereinten Nationen über Umwelt und Entwicklung (UNCED) statt. Zu der bis dahin weltgrößten internationalen Konferenz reisten sowohl Abgesandte fast aller Regierungen als auch Vertreter zahlreicher Nichtregierungsorganisationen nach Brasilien. In Rio wurden mehrere multilaterale Umweltabkommen vereinbart, darunter die Klimarahmenkonvention (UNFCCC). Außerdem sollte die Agenda 21 besonders auf regionaler und lokaler Ebene die gesteigerten Bemühungen um mehr Nachhaltigkeit vorantreiben, zu der fortan auch der Klimaschutz gezählt wurde.
Die Klimarahmenkonvention verankert völkerrechtlich verbindlich das Ziel, einen gefährlichen und menschlich verursachten Eingriff in das Klimasystem der Erde zu verhindern. Sie war bereits auf einer vom 30. April bis zum 9. Mai 1992 dauernden Konferenz in New York City verabschiedet worden und wurde dann auf der UNCED von den meisten Staaten unterschrieben. Zwei Jahre darauf, am 21. März 1994, trat sie in Kraft.
Die Konvention legt ein Vorsorgeprinzip fest, nach dem durch die Staatengemeinschaft auch bei noch nicht absoluter wissenschaftlicher Sicherheit über den Klimawandel konkrete Klimaschutzmaßnahmen getroffen werden sollten. Um ihr Ziel zu erfüllen, sieht die Konvention vor, ergänzende Protokolle oder andere rechtlich verbindliche Abkommen zu beschließen. Diese sollen konkretere Verpflichtungen zum Klimaschutz beinhalten und nach dem Prinzip der „gemeinsamen, aber unterschiedlichen Verantwortlichkeiten“ aller Vertragsstaaten ausgestaltet sein, was beinhaltet, dass „die Vertragsparteien, die entwickelte Länder sind, bei der Bekämpfung der Klimaänderungen und ihrer nachteiligen Auswirkungen die Führung übernehmen [sollen]“.

### 1995: Das „Berliner Mandat“ auf der COP-1
Ein Jahr nach Inkrafttreten der Klimarahmenkonvention fand vom 28. März bis 7. April 1995 die erste UN-Klimakonferenz  in Berlin statt, die COP-1. Auf dieser 1. Vertragsstaatenkonferenz (Conference of the Parties) zur Klimarahmenkonvention einigten sich die teilnehmenden Staaten auf das „Berliner Mandat“: Dieses Mandat umfasste die Einrichtung einer formellen „Ad-hoc-Gruppe zum Berliner Mandat“ (Ad hoc Group on the Berlin Mandate, AGBM). Diese Arbeitsgruppe hatte die Aufgabe, zwischen den jährlich stattfindenden Klimakonferenzen ein Protokoll oder ein anderes rechtlich verbindliches Instrument auszuarbeiten, das feste Reduktionsziele und einen Zeitrahmen zu ihrer Erreichung beinhalten sollte. Im Sinne des in der Klimarahmenkonvention festgeschriebenen Grundsatzes der „gemeinsamen, aber unterschiedlichen Verantwortlichkeiten“ wurden Schwellen- und Entwicklungsländer bereits zu diesem Zeitpunkt von verbindlichen Reduktionen ausgeklammert. Außerdem wurden die Nebenorgane Subsidiary Body for Scientific and Technical Advice (SBSTA) für wissenschaftliche und technische Fragen und Subsidiary Body for Implementation (SBI) für Fragen zur Umsetzung begründet sowie Bonn als Sitz des Klimasekretariats festgelegt.
Die damalige Bundesumweltministerin Angela Merkel hatte maßgeblichen Anteil an dem weitgehenden Versprechen seitens der deutschen Delegation, sich frühzeitig auf den größten einzelnen Beitrag zur Treibhausgas-Reduktion unter allen Industriestaaten zu verpflichten. Diese frühzeitige Verpflichtung wird als ein entscheidender Faktor angesehen, weshalb einer rechtlich verbindlichen Emissionsreduktion zunächst ablehnend gegenüberstehende Staaten bis 1997 doch noch ins Boot geholt werden konnten.

### 1996: Die „Genfer Deklaration“ auf der COP-2

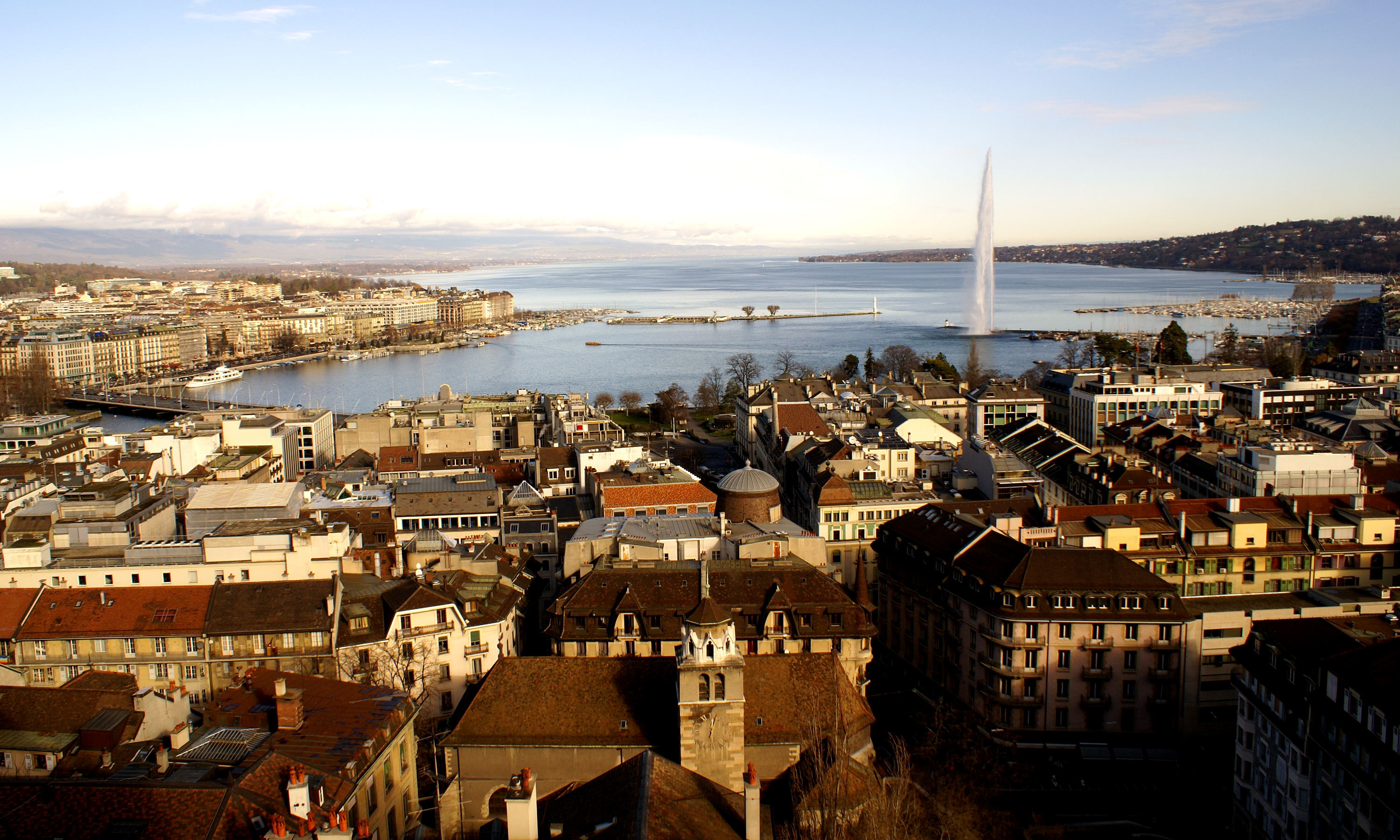
Auf der 1996 stattfindenden COP-2 in Genf wurden wichtige Weichen für das zweite und letzte Verhandlungsjahr vor der entscheidenden Konferenz 1997 in Kyoto gestellt.

Im Vorfeld der zweiten Konferenz der Vertragsstaaten in Genf (COP 2) im Juli 1996 hatte die eingerichtete Arbeitsgruppe zum Berliner Mandat unter dem Vorsitz des Argentiniers Raúl Estrada Oyuela bereits drei vorbereitende Sitzungen abgehalten. In Genf selbst fand zeitgleich mit der COP-2 die vierte Sitzung statt. Die anwesenden Minister und andere Verhandlungsführer einigten sich nach einem komplizierten Abstimmungsprozess auf die „Genfer ministerielle Deklaration“ (Geneva Ministerial Declaration). Darin wurden die Schlussfolgerungen aus dem 1995 fertiggestellten Zweiten IPCC-Sachstandsbericht zur wissenschaftlichen Grundlage für den weiteren Prozess der internationalen Klimaschutzpolitik gemacht sowie die anstehende Ausarbeitung einer rechtlich verbindlichen Regelung zur Reduktion von Treibhausgasen bekräftigt. Auf der Berliner Konferenz noch offen zutage getretene Widerstände seitens der USA, Kanadas, Australiens und besonders der OPEC-Staaten gegen ausdrückliche Reduktionsziele konnten damit überwunden werden.

### 1997: Letzte Treffen der Arbeitsgruppe zum Berliner Mandat
In den Monaten vor der dritten Klimakonferenz in Kyoto waren in den Sitzungen der oben genannten Arbeitsgruppe zum Berliner Mandat verschiedene Bestandteile und Entwürfe eines künftigen Klimaschutzprotokolls diskutiert worden. Im März 1997 auf der AGBM-6 beispielsweise hatte die EU einen Vorstoß gewagt und eine Reduktion der drei Treibhausgase Kohlendioxid, Methan und Lachgas in den Industrieländern um 15 % bis 2010 vorgeschlagen. Innerhalb der einflussreichen Gruppe industrialisierter Nichtmitgliedstaaten der EU, JUSSCANNZ genannt (bestehend aus Japan, den USA, Schweiz, Kanada, Australien, Norwegen und Neuseeland), waren besonders die USA an möglichst großer Flexibilität innerhalb des künftigen Klimaregimes interessiert. Sie führten unter anderem den Vorschlag von Emissionsbudgets in die Debatte ein, nach dem in einem Jahr nicht genutzte, aber zugestandene Emissionen auf ein späteres Jahr angerechnet werden könnten, wenn eine festgeschriebene Reduktion noch nicht erreicht wurde.
Die JUSSCANNZ-Gruppe zögerte mit der Präsentation konkreter Reduktionsziele und wurde von der EU mit einem weiteren Vorschlag zunehmend unter Druck gesetzt. Bis 2005, so der Beschluss der EU-Umweltminister von Juni 1997, würde die EU gemeinsam mit anderen Industriestaaten einer Reduktion ihrer Treibhausgasemissionen um 7,5 % zustimmen. Die erneute Initiative der EU-Staaten wurde auf der siebten AGBM-Sitzung im August vorgetragen. Um ihre Sichtweise im Entwurf eines Vertragstextes berücksichtigt zu sehen, mussten die JUSSCANNZ-Mitglieder nun ebenfalls konkrete Vorschläge machen. Die letzte Möglichkeit dazu war die achte Sitzung der Arbeitsgruppe zum Berliner Mandat im Oktober 1997, die gleichzeitig das letzte offizielle AGBM-Treffen vor der Klimakonferenz im Dezember in Kyoto war. Dort präsentierte Japan den Vorschlag von maximal 5 % Reduktion im Zeitraum 2008–2012 gegenüber 1990, mit der Möglichkeit von nach unten abweichenden Ausnahmen. Die Entwicklungsländer übertrafen demgegenüber noch das Angebot der EU, indem sie 35 % Reduktion bis 2020 und dazu auf Verlangen der OPEC die Einrichtung eines Kompensationsfonds forderten.
Doch entscheidend waren die USA und der per Fernseher nach Bonn übertragene Vorschlag von Präsident Bill Clinton. Er sah für den Zeitraum 2008–2012 keine Verringerung, sondern lediglich eine Stabilisierung der Emissionen auf dem Niveau von 1990 und eine später denkbare, nicht quantifizierte Reduktion vor. Clinton forderte auch die Einrichtung der „flexiblen Instrumente“ des Emissionshandels und der Gemeinsamen Umsetzung (Joint Implementation) (siehe unten). Zwar waren weniger bedeutende Punkte wie Ort und Ausstattung des Sekretariats, der untergeordneten Gremien (subsidiary bodies) oder Streitschlichtung geklärt worden, doch im zentralen Anliegen der Verhandlungen herrschte weiterhin Uneinigkeit. Damit war es an der abschließenden Konferenz des Verhandlungszyklus in Kyoto, ein Ergebnis zu bringen.

## Beschluss auf dem Weltklimagipfel 1997 in Kyoto

### Verlauf der COP-3
Vom 1. bis 11. Dezember 1997 fand die dritte UN-Klimakonferenz (COP-3) im japanischen Kyoto statt. Das nur in Grundzügen ausgearbeitete Protokoll zur Klimarahmenkonvention sollte fertig ausgearbeitet und verabschiedet werden. Die offenen Fragen wurden in der ersten Verhandlungswoche in vielen, teils parallelen Abstimmungsrunden behandelt. Jedoch gab es kaum Fortschritte. In der zweiten Woche sollten in drei Tagen die zahlreichen noch ungelösten Fragen unter Beteiligung der Minister geklärt werden. Doch erst gegen Ende der Konferenz nahmen die Verhandlungen Fahrt auf:
Zwar deutete der am 8. Dezember angereiste US-Umweltminister Al Gore seinen Delegierten an, dass sie „erhöhte Flexibilität“ zeigen sollten, wenn sich ein umfassender Plan abzeichnen würde. Dennoch zogen sich entscheidende trilaterale Verhandlungen zwischen den USA, der EU und Japan über die genaue Höhe ihrer Emissionsminderungen hin. Die Europäische Union war teilweise blockiert, Abstimmungen innerhalb der EU beanspruchten einen Großteil der Kapazitäten ihrer Delegierten. Es kam außerhalb des Konferenzortes zu einer Telefondiplomatie, in der besonders Bill Clinton, Helmut Kohl, Tony Blair und der japanische Premierminister Ryūtarō Hashimoto aktiv waren. Am 10. Dezember, dem geplanten Ende der Konferenz, gab es immer noch kein Ergebnis. Wichtige Themen wie der Emissionshandel oder die Clean Development Mechanismen waren weiter offen. Die Verhandlungen gingen in die Verlängerung: Am 11. Dezember um 1 Uhr früh sollten die Delegierten zur finalen Sitzung zusammenkommen. Viele hatten seit zwei Nächten nicht geschlafen. Einige Entscheidungen, auf die sich die Delegierten nicht einigen konnten, traf schließlich der Verhandlungsführer Raúl Estrada, der sich darauf berief, dass er bei Widerspruch mit Zwei-Drittel-Mehrheit überstimmt werden müsse. Dazu kam es nicht. Um 10:17 Uhr verabschiedeten die erschöpften Teilnehmer das Protokoll.
Der Kompromiss war, in der Einschätzung der Umwelt- und Politikwissenschaftler Sebastian Oberthür und Hermann E. Ott, zum Teil Ergebnis schierer Erschöpfung. Daneben waren es damals noch junge Kommunikationstechnologien wie das Mobiltelefon oder Internet, die das Protokoll zustande kommen ließen. Sie hatten ihren Siegeszug in der Umweltdiplomatie vollendet – und ließen die Verhandelnden die Dringlichkeit des Themas spüren, vermittelten ihnen das Gefühl, rechenschaftspflichtig zu sein. Auch die ungewöhnlich hohe mediale Aufmerksamkeit trug das Ihre bei: Einige Umweltorganisationen und Journalisten arbeiteten eng zusammen. Es gab intensive und sehr zeitnahe Berichterstattung vor und während der Konferenz in den Industrieländern, wo der Druck zunahm, auf die Delegationen in Kyoto zurückwirkte und ihre Kompromissbereitschaft zunehmen ließ.
Entscheidend war auch die entschlossene Verhandlungsführung des Vorsitzenden Estrada, Botschafter Argentiniens in China. Er griff ungewöhnlich energisch in die Verhandlungen ein, wenn sie in der Wiederholung bekannter Positionen zu versanden drohten. Estrada kreierte wichtige Impulse und drängte die Teilnehmer erfolgreich zu Lösungen. Gastgeberland Japan hingegen, das im Vorfeld noch eine wichtige ausgleichende Rolle gespielt hatte, hatte während Konferenz nur begrenzten Einfluss.

### Reduktionsziele
Die im Anhang B (Annex B) des Kyoto-Protokolls genannten Industriestaaten verpflichteten sich, ihre Treibhausgasemissionen in der ersten Verpflichtungsperiode, dem Zeitraum von 2008 bis 2012, um durchschnittlich 5,2 % unter das Niveau des Basisjahres zu senken. Anhang A des Protokolls nennt sechs Treibhausgase bzw. Gruppen von Treibhausgasen (CO2, CH4, HFCs, PFCs, N2O, SF6), auf welche die Verpflichtungen anzuwenden waren. Das Basisjahr war dabei in der Regel das Jahr 1990, allerdings gab es zwei Möglichkeiten zur Abweichung: Zum einen legten einige economies in transition für CO2, CH4 und N2O frühere Basisjahre fest (so zum Beispiel Polen das Jahr 1988 und Ungarn den Mittelwert der Jahre 1985–1987). Zum anderen konnte abweichend für F-Gase (HFCs, PFCs, SF6) auch das Jahr 1995 als Basisjahr gewählt werden, wovon beispielsweise Deutschland und Japan Gebrauch machten.
Die Vorgaben für einzelne Länder (siehe Tabelle „Emissionsminderungen der ersten Verpflichtungsperiode“) hingen vor allem von ihrer wirtschaftlichen Entwicklung ab. Für die 15 Staaten, die zum Zeitpunkt der Unterzeichnung des Kyoto-Protokolls Mitglied der Europäischen Union (EU-15) waren, war eine Senkung der Emissionen um insgesamt 8 % vorgesehen. Nach dem Prinzip der Lastenteilung (burden sharing) teilten diese 15 EU-Mitgliedstaaten das durchschnittliche Reduktionsziel untereinander auf. Dabei verpflichtete sich Deutschland beispielsweise zu einer Verringerung um 21 %, Großbritannien zu einer um 12,5 %, Frankreich zu einer Stabilisierung auf dem Niveau von 1990 und Spanien dazu, sein Emissionswachstum auf 15 % zu begrenzen.
Die Gruppe „Volkswirtschaften im Übergang“ (economies in transition) beinhaltet die ehemals sozialistischen Staaten bzw. deren Nachfolgestaaten in Mittel-, Ost- und Südosteuropa. Diese Staaten verpflichteten sich entweder, wie im Falle Russlands und der Ukraine, dazu, das Emissionsniveau der Basisjahre nicht zu überschreiten, oder beschlossen, wie Tschechien und Rumänien, eine Reduktion um bis zu 8 %. Aufgrund des wirtschaftlichen Zusammenbruchs 1990 waren diese Transformationsländer auch zu Beginn der ersten Verpflichtungsperiode noch weit von dem damaligen Emissionsniveau entfernt. Für Schwellenländer wie die Volksrepublik China, Indien und Brasilien sowie für alle Entwicklungsländer waren aufgrund ihrer geringen Pro-Kopf-Emissionen und im Einklang mit den Bestimmungen der Klimarahmenkonvention zu „gemeinsamen, aber unterschiedlichen Verantwortlichkeiten“ (siehe oben) keine Beschränkungen vorgesehen. Malta und Zypern waren nicht im Anhang B des Kyoto-Protokolls aufgeführt und waren also ebenfalls nicht zu Emissionsreduktionen verpflichtet.
Die im Vergleich zu anderen Sektoren doppelt so schnell wachsenden CO2-Emissionen des internationalen Luftverkehrs und der internationalen Seeschifffahrt, die im Ländervergleich 2005 in Summe an siebter Stelle standen – noch vor denen Deutschlands – unterlagen keinen Reduktionsverpflichtungen. Das Protokoll besagt lediglich, dass Bemühungen im Rahmen der Internationalen Zivilluftfahrtorganisation beziehungsweise der Internationale Seeschifffahrts-Organisation fortgesetzt werden sollen.

### Kritik
Die beschlossenen Reduktionsziele ernteten umgehend Kritik. Insbesondere Umweltschützern gingen die Reduktionsziele des Protokolls nicht weit genug. Vertreter der Wirtschaft befürchteten dagegen hohe Kosten durch die Umsetzung des Protokolls.

## Technische Ergänzungen zum Protokoll von 1998 bis 2001

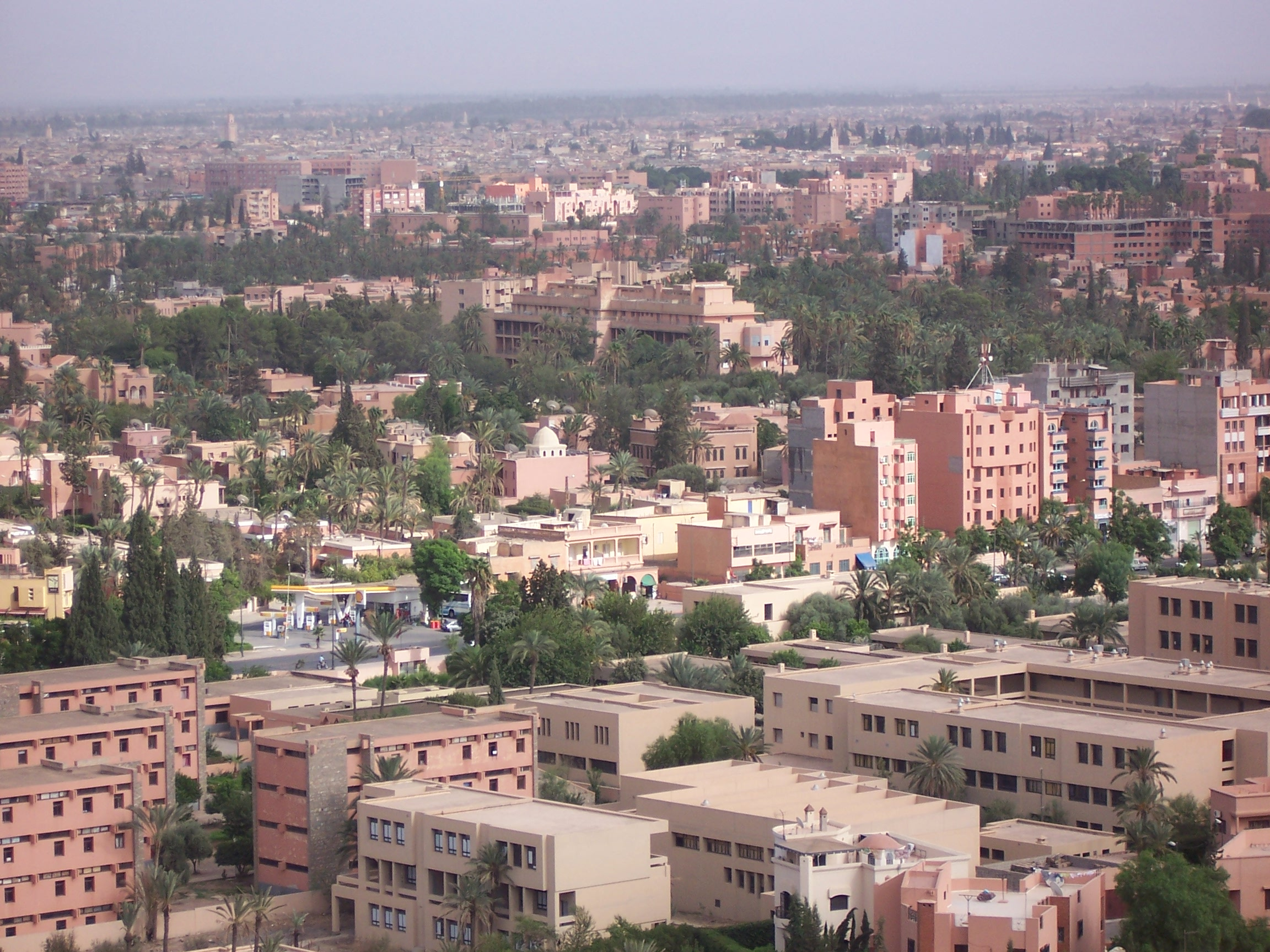
Erst die im November 2001 auf der Konferenz von Marrakesch beschlossenen Ergänzungen räumten die 1997 in Kyoto unbeantwortet gebliebenen technischen Fragen endgültig aus, nachdem auf der zweigeteilten sechsten Vertragsstaatenkonferenz von 2000 und 2001 keine Einigung erzielt werden konnte.

### Der „Buenos Aires-Aktionsplan“
Das Kyoto-Protokoll ließ verschiedene technische Fragen ungeklärt, darunter besonders die Einbeziehung von Kohlenstoffsenken wie Wäldern auf das Emissionsbudget der zu einer Reduktion verpflichteten Industriestaaten im Anhang B des Protokolls. Ein Jahr nach der Kyoto-Konferenz, im November 1998, beschlossen die Delegierten auf der COP-4 in Buenos Aires einen gleichnamigen Aktionsplan (Buenos Aires-Aktionsplan, engl. Buenos Aires Plan of Action, kurz BAPA). Der BAPA beinhaltete ein Mandat, mit dem bis zur COP-6 im Jahr 2000 im Wesentlichen die Details der folgenden Bestandteile des Protokolls geklärt werden sollten: Die Anrechnung von Senken auf nationale Emissionsbudgets, Technologietransfer und die Finanzierung des Klimaschutzes in Entwicklungsländern und die Überwachung der Reduktionsvereinbarungen. Für eine wissenschaftlich fundiertere Bezifferung der Senken sollte ein für das Jahr 2000 erwarteter Sonderbericht des Zwischenstaatlichen Ausschusses für Klimaänderungen (Intergovernmental Panel on Climate Change, IPCC) über „Landnutzung, Landnutzungsänderung und Forstwirtschaft“ (Land Use, Land-Use Change And Forestry, LULUCF) abgewartet werden.

### Die doppelte COP-6 von Den Haag und Bonn
Nach zwei Jahren multilateraler Diskussionen scheiterte ein erster Versuch, die fälligen Entscheidungen auf der sechsten Vertragsstaatenkonferenz (COP-6) der Klimarahmenkonvention in Den Haag vom 13. bis 25. November 2000 zu treffen. Dabei brachen verschiedene Konfliktlinien auf: Zwischen der Europäischen Union auf der einen Seite, die strengere Regelungen bezüglich der Senken befürwortete, und Japan, Russland, den USA und Kanada auf der anderen Seite, die für mehr Ausnahmeregelungen eintraten, sowie zwischen den industrialisierten Staaten gegenüber der überwiegend aus Entwicklungsländern bestehenden G77, was die Finanzierungsmechanismen betraf. Weil die Verhandlungen an den Zeitplan des „Buenos Aires-Aktionsplans“ gebunden waren, wurde die Konferenz nicht formal beendet, sondern lediglich „unterbrochen“, um in Form der COP-6, Teil 2 (auch COP-6,5 oder COP-6-2 genannt) vom 16. bis zum 27. Juli 2001 in Bonn wieder aufgenommen zu werden. Im März 2001 hatte US-Präsident George W. Bush bereits den Rückzug der Vereinigten Staaten aus dem Kyoto-Prozess verkündet (siehe unten), und die US-Vertreter nahmen an der zweiten Hälfte der COP-6 nurmehr als Beobachter teil.
In Bonn kam es einerseits zu einer teils deutlichen Abschwächung der ursprünglichen Intention des Kyoto-Protokolls. Nicht nur wurde der Versuch der Europäischen Union abgewiesen, die „flexiblen Mechanismen“ lediglich als genauer quantifizierte Ergänzung zu nationalen Anstrengungen im Klimaschutz gelten zu lassen. Ein verbindlicher Maximalwert, den diese Mechanismen zur Emissionsreduktion beitragen dürfen, wurde von der Mehrheit der Verhandlungspartner abgelehnt. Andererseits wurden gerade für Entwicklungsländer wichtige Schritte beschlossen, darunter in den Bereichen Technologietransfer und Finanzierung von Klimaschutz- und Anpassungsmaßnahmen an den Klimawandel. Andere Fragen blieben hingegen nach wie vor offen. Hierzu gehörte wieder einmal die schwierige Frage nach der Anrechnung von Kohlenstoffsenken, die erst endgültig 2001 in Marrakesch geklärt werden konnten.

### Letzte Beschlüsse in Marrakesch 2001
Auf der COP-7 im marokkanischen Marrakesch, die vom 29. Oktober bis zum 10. November 2001 dauerte, gelang es schließlich, vier Jahre nach Verabschiedung des Kyoto-Protokolls auch die letzten offen gebliebenen Fragen zu klären. Die Bedeutung des Treffens zeigt sich an der mit 4.400 vergleichsweise hohen Zahl von Teilnehmern, darunter Vertreter von 172 Regierungen, 234 zwischen- und nichtstaatliche Organisationen sowie 166 Mediendiensten.
Durch die großzügige Anrechnung von CO2-Senken wurden in der Folge faktisch die Reduktionsverpflichtungen von Japan, Russland und Kanada verringert. Mit den in Marrakesch vereinbarten Bestimmungen war klar, dass besonders mit Russland ein schwungvoller Handel mit viel „heißer Luft“ zu erwarten war. Weil Russland zur Zeit der Nachverhandlungen zum Kyoto-Protokoll fast 40 % weniger Treibhausgase emittierte als noch 1990 und sich im Protokoll auf keine Emissionsreduktion, sondern nur auf eine Stabilisierung auf dem Niveau von 1990 eingelassen hatte, wurde es nun mit einer mehr als großzügigen Vergabe von Emissionszertifikaten belohnt. „Heiße Luft“ wird dabei deshalb gehandelt, weil den Zertifikaten keine reale Einsparung gegenübersteht, sondern die Reduktion, die zur Vergabe der Zertifikate führte, schon mehr als ein Jahrzehnt zurücklag. Trotz diesem starken Anreiz für Russland blieb unklar, ob es das Protokoll überhaupt ratifizieren wollte und ob das nun fertig einjustierte Kyoto-System überhaupt Bestand haben oder nicht doch vielmehr noch vor seinem Inkrafttreten kollabieren würde.

## Inkrafttreten

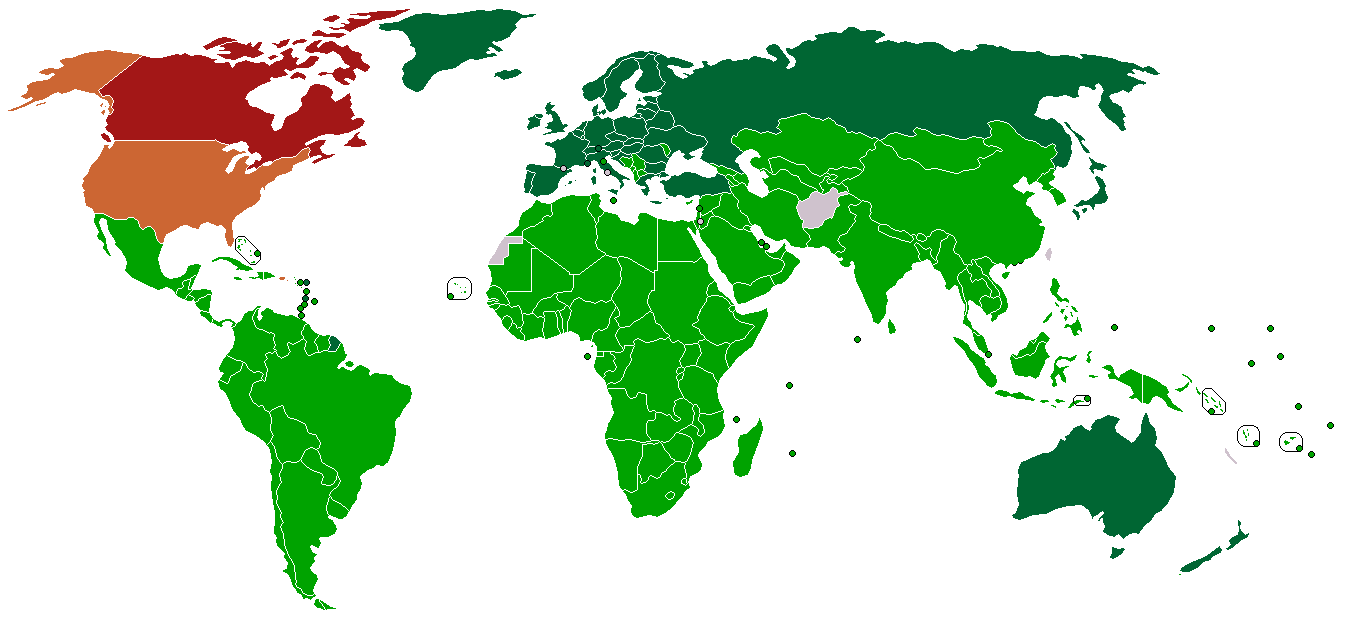
Stand der Unterzeichnung und Ratifikation 13. Dezember 2011:
ratifiziert
ratifiziert (Annex I und II der Klimarahmenkonvention)
Position offen
ausgetreten
abgelehnt/nicht beigetreten

Das Protokoll sollte in Kraft treten, sobald mindestens 55 Staaten, die zusammengerechnet mehr als 55 % der Kohlenstoffdioxid-Emissionen des Jahres 1990 verursachten, das Abkommen ratifiziert haben. Die Zahl von wenigstens 55 teilnehmenden Staaten wurde mit Islands Ratifikation am 23. Mai 2002 erreicht. Nach dem Ausstieg der USA aus dem Protokoll 2001 musste die Weltgemeinschaft auf den am 5. November 2004 erfolgenden Beitritt Russlands warten (siehe unten). Mit der Ratifizierung von Russland unter Präsident Wladimir Putin, auf das ein Anteil von etwa 18 % der CO2-Emissionen von 1990 entfällt, wurde auch die zweite Bedingung erfüllt.
Am 16. Februar 2005, 90 Tage nach der Ratifizierung durch das russische Parlament, trat das Kyoto-Protokoll dann in Kraft. Zu diesem Zeitpunkt hatten es 128 Staaten ratifiziert. Heute sind 192 Staaten voll gültige Parteien des Protokolls, sind ihm also entweder beigetreten, haben es ratifiziert oder ihm anderweitig formell zugestimmt.

### Verlauf und Verzögerungen des Ratifikationsprozesses
Die Mitgliedstaaten der Europäischen Union haben das Protokoll bald nach der Kyoto-Konferenz 1997 symbolisch unterschrieben, und sie sind ihm sehr rasch nach den Beschlüssen von Marrakesch 2001 rechtskräftig beigetreten. Deutschland hat das Protokoll am 31. Mai 2002 ratifiziert und sich damit verpflichtet, den Ausstoß an Treibhausgasen im Zeitraum 2008 bis 2012 um 21 % gegenüber dem Stand von 1990 zu senken. Alle anderen EU-Staaten folgten bis spätestens zum vorher gemeinsam festgelegten Termin am 31. Mai 2002. Die Schweiz hat das Kyoto-Protokoll 2003 und Kroatien am 20. Mai 2007 ratifiziert.

Vergleich von beobachteten CO_{2}-Emissionen durch fossile Brennstoffe und den IPCC-Szenarien

Einige Staaten wie die USA und Australien hatten das Protokoll zwar zunächst unterzeichnet, dann aber nicht ratifiziert. Bereits im Juli 1997, ein halbes Jahr vor der entscheidenden Konferenz in Kyoto, hatte der Senat der Vereinigten Staaten die so genannte Byrd-Hagel Resolution mit 95:0 Stimmen einstimmig verabschiedet. Darin weigern sich die Senatoren ein international verbindliches Klimaschutzabkommen zu ratifizieren, solange nicht auch Entwicklungsländer zu Emissionsreduktionen verpflichtet würden, oder wenn der US-Wirtschaft ein „schwerwiegender Schaden“ drohe. Diskutiert wurde, ob für die USA besonders die Ausnahmen für das Schwellenland China entscheidend waren.
US-Präsident Bill Clinton legte den Vertragstext in den Folgejahren nicht zur Abstimmung vor. Nachdem George W. Bush im Jahr 2001 das Präsidentenamt übernommen hatte, erklärte er, das Kyoto-Protokoll nicht ratifizieren zu lassen und die von Al Gore 1998 symbolisch geleistete Unterschrift der USA zurückzuziehen. Damit waren die USA aus dem Kyoto-Prozess ausgestiegen, ein Schritt, der auf die erstarkten konservativen Kräfte in den USA zurückgeführt wurde. Die Kehrtwende der USA Anfang der 2000er Jahre hätte beinahe zum Scheitern des Protokolls geführt, da die vorgeschriebenen Anforderungen an das Inkrafttreten nicht erfüllt wurden. Nun konnte erst mit dem Beitritt Russlands die völkerrechtliche Verbindlichkeit des Protokolls erreicht werden.
Russland hatte sehr lange mit einer Entscheidung gezögert. Erst nachdem die im Protokoll unklar gebliebenen Regeln zum Emissionsrechtehandel sowie zur Anrechnung von Senken (besonders Wäldern) in weiten Teilen zu Russlands Gunsten geklärt waren, sprach aus russischer Sicht besonders der aus dem Emissionshandel zu erwartende Gewinn für eine Ratifizierung: In den Jahren nach dem Bezugsjahr 1990 waren in Russland zahlreiche umweltverschmutzende Fabriken aus Rentabilitätsgründen stillgelegt worden. Daher lagen die Emissionen absehbar auf lange Zeit unter denen des Basisjahres, so dass Russland nach Inkrafttreten des Protokolls „Verschmutzungsrechte“ gegen Devisen an andere Industrieländer verkaufen kann, ohne größere Summen in umweltverträglichere Technologie investieren zu müssen. Besonders dieser Teil der nachträglichen Regelungen zum Kyoto-Protokoll ist von Beobachtern als Handel mit „heißer Luft“ kritisiert worden: Den Emissionen von Industrieländern, die im Ausgleich Zertifikate aus osteuropäischen Ländern kaufen können, steht keine reale Einsparung an anderer Stelle gegenüber. Die Freigabe zur Ratifikation erfolgte am 22. Oktober 2004 durch die Duma, nachdem sich Präsident Putin im Vorfeld für eine Umsetzung des Kyoto-Protokolls starkgemacht hatte.
Mehrere OPEC-Staaten haben im Verlauf der Jahre ihre Vorbehalte aufgegeben und das Übereinkommen ratifiziert. Die EU hatte sich noch vor dem Beitritt Russlands zusammen mit einigen anderen Staaten, darunter Kanada und Japan, darauf geeinigt, auch ohne formales Inkrafttreten des Protokolls ihre zugesagten CO2-Minderungsziele bis 2012 zu erreichen. Erst am 3. Dezember 2007 hat der neu gewählte australische Regierungschef Kevin Rudd als erste Amtshandlung nach seiner Vereidigung das Protokoll ratifiziert. Damit sind die USA und Kanada heute die einzigen Industrieländer, die nicht völkerrechtlich verbindliches Mitglied des Kyoto-Protokolls sind (Stand Dez. 2011). Mit Stand vom 15. März 2011 haben insgesamt 191 Staaten und die Europäische Union das Protokoll ratifiziert.

## Flexible Mechanismen
In seiner 2002 endgültig festgelegten Fassung sieht das Kyoto-Protokoll mehrere „flexible Mechanismen“ vor, mit dem die Unterzeichnerstaaten ihre Ziele erreichen können. Diese Mechanismen können freiwillig angewendet werden und sollen es erleichtern, die vorgesehenen Reduktionen zu erreichen. Sie sind ausnahmslos ökonomisch zentrierte Mechanismen, was den Klimaschutz nach Meinung einiger Beobachter unnötig beschränkt. Darin fehlen ergänzende Ansätze zu den unten genannten Instrumenten, etwa ein Technologietransfer-Protokoll zwischen Industrie- und Entwicklungsländern oder weitergehende Maßnahmen des internationalen Waldschutzes wie im Rahmen des United Nations Forum on Forests angedacht.

### Emissionsrechtehandel(Emissions Trading)
Der Handel mit Emissionsrechten ist eines der wesentlichen im Kyoto-Protokoll verankerten Instrumente. Teilnehmende Staaten erhalten zu Beginn einer Verpflichtungsperiode eine Anzahl Emissionszertifikate (Assigned Amount Units, AAU) in Höhe ihrer erlaubten Emissionen zugeteilt und müssen am Ende der Verpflichtungsperiode eine Anzahl Zertifikate vorweisen, die ihren tatsächlichen Emissionen entspricht, überschüssige Zertifikate können verkauft, fehlende zugekauft werden. Teilweise können AAU durch Emission Reduction Units (ERU) aus Joint Implementation, Certified Emission Reductions (CER) aus Clean Development Mechanism und Removal Units (RMU) aus der Anrechnung von Kohlenstoffsenken ersetzt werden. Die Idee ist, dass auf diese Weise Emissionen dort eingespart werden, wo dies am kostengünstigsten möglich ist.
Artikel 17 des Kyoto-Protokolls betont, dass der Emissionshandel ein zusätzliches Element neben direkten Maßnahmen zur Reduzierung von Treibhausgasen darstellen soll. Damit soll verhindert werden, dass sich Staaten nur darauf verlassen, ihre Reduktionsverpflichtungen von anderen Teilnehmern am Emissionshandel einzukaufen.
Zu unterscheiden ist der Emissionshandel zwischen Staaten, welcher im Kyoto-Protokoll festgelegt wurde, und der EU-interne Emissionshandel zwischen Unternehmen. AAU konnten im EU-Emissionshandel gekauft werden.

### Gemeinsame Umsetzung(Joint Implementation)
Als Joint Implementation (JI) wird eine Maßnahme eines Industrielandes bezeichnet, die in einem anderen Land durchgeführt wird; Voraussetzung ist, dass beide Länder einer Reduktionsverpflichtung gemäß dem Kyoto-Protokoll unterliegen. Die durch das Investment erreichte Emissionsreduktion wird allein dem Investorland zugeschrieben. Das ermöglicht es Ländern mit relativ hohen spezifischen Kosten der Emissionsreduktion, ihren Verpflichtungen durch Investitionen in Ländern mit leichter erzielbaren Einsparungen nachzukommen. Der JI-Mechanismus ist besonders im Hinblick auf die im Anhang B vertretenen osteuropäischen Staaten geschaffen worden. Neben der Senkung des Ausstoßes von Treibhausgasen sollte damit gleichzeitig die notwendige Modernisierung der ehemals kommunistischen Ökonomien vorangetrieben werden.

### Mechanismus für umweltverträgliche Entwicklung(Clean Development Mechanism)
Der Clean Development Mechanism (CDM) ermöglicht es einem Industrieland, Maßnahmen zur CO2-Reduktion in einem Entwicklungsland durchzuführen und sich die dort eingesparten Emissionen auf das eigene Emissionsbudget anrechnen zu lassen. Der Unterschied zu einer Joint Implementation besteht darin, dass das Industrieland seine Reduktionsverpflichtung teilweise in einem Entwicklungsland ohne eine solche Verpflichtung erfüllen kann.
Da der Ort einer Emissionsreduktion prinzipiell unerheblich ist und man von jeglicher Reduktion einen verringerten negativen Einfluss auf das Klima erwartet, können so kostengünstigere Maßnahmen verwirklicht, Klimaschutz wirtschaftlich effizienter gestaltet werden. Der CDM wurde eingeführt, um einerseits Industrieländern das Erreichen ihrer Reduktionsziele zu erleichtern und gleichzeitig einen zur Modernisierung dringend notwendigen Technologietransfer in Entwicklungsländer zu fördern.
Da jedoch Entwicklungsländer keiner Reduktionsverpflichtung unterliegen, muss bei jedem Projekt sichergestellt werden, dass die Emissionsvermeidung zusätzlich (Additionality) erfolgt, d. h. die Erträge aus dem Handel mit den durch die CDM generierten CERs (certified emission reductions) müssen entscheidend für die Maßnahme sein. Denn würde das entsprechende Investment auch ohne den Verkauf von CERs durchgeführt (z. B. weil der Bau einer Windkraftanlage ohnehin rentabel ist), so handelt es sich beim Verkauf der CERs lediglich um eine Gewinnmitnahme, welche nicht die Emissionen im Investorland ausgleicht. In diesem Fall führt der CDM zu zusätzlichen Emissionen gegenüber dem Referenzszenario (kein Handel von CERs). Dies wurde besonders im Zusammenhang mit der sogenannten Linking Directive der Europäischen Union bemängelt, die den EU-Emissionshandel mit dem CDM verknüpfte und es Unternehmen ermöglichte, anstelle von Emissionsreduktionen CDM-Zertifikate einzukaufen.

### Lastenteilung(Burden Sharing)
Zusätzlich ist es möglich, dass eine Gruppe von Vertragsstaaten ihre Reduktionsziele auch gemeinsam erfüllen kann. Dieses sogenannte burden sharing ist speziell für die Europäische Union in das Protokoll aufgenommen worden. Diese hat sich als Staatenverbund insgesamt zu einer Reduktion um 8 % verpflichtet. Intern gelten dabei deutlich unterschiedliche Ziele. So müssen Luxemburg, Dänemark und Deutschland mit 28 % sowie je 21 % die umfangreichsten Einsparungen erreichen. Die stärksten zulässigen Steigerungen wurden Spanien, Griechenland und Portugal mit 15 %, 25 % bzw. 27 % zugestanden.

## Einhaltung der Reduktionsverpflichtungen

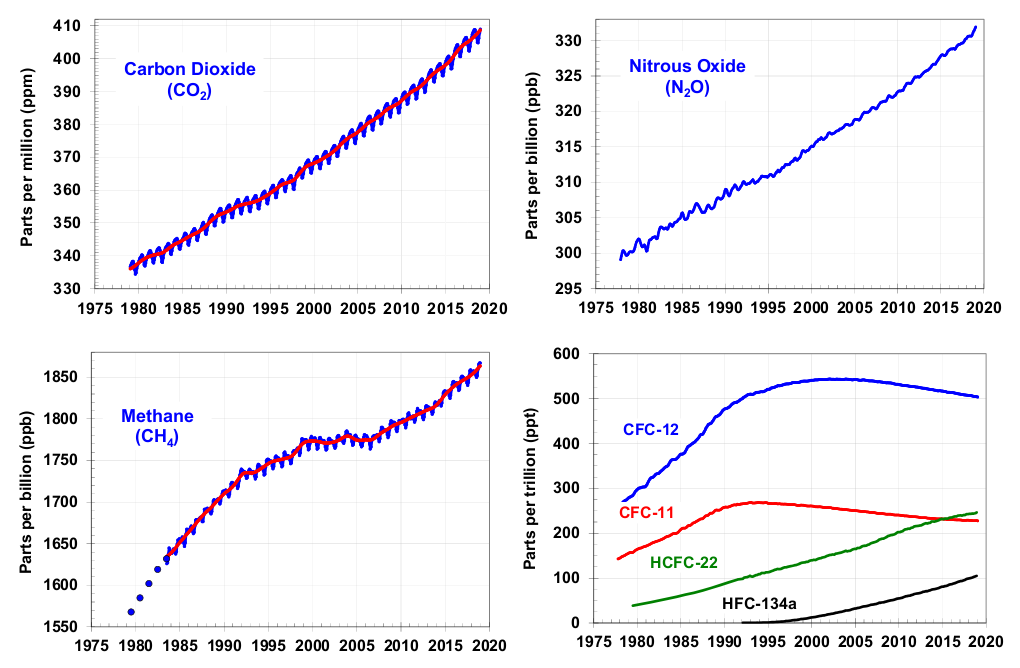
Die atmosphärische Konzentration der beiden wichtigsten Treibhausgase Kohlenstoffdioxid und Lachgas stieg zwischen 1979 und 2010 stetig an, eine Wirkung des Kyoto-Protokolls ist hier nicht zu erkennen. Nach einer kurzzeitigen Stagnationsphase nimmt die Methankonzentration seit 2006 erneut zu. Die Stagnation und spätere Abnahme der FCKW/FKW-Konzentration ist die Folge des 1989 in Kraft getretenen Montreal-Protokolls.

Die, nach der Nicht-Ratifizierung durch die USA und dem Ausscheiden Kanadas, verbliebenen 36 Anhang-B-Staaten mit quantitativen Zielen in der ersten Verpflichtungsperiode (2008–2012) hielten diese vollständig ein. In neun Staaten (Dänemark, Island, Japan, Liechtenstein, Luxemburg, Norwegen, Österreich, Spanien und der Schweiz) wurden zwar mehr Treibhausgase ausgestoßen als angestrebt, jedoch durch flexible Mechanismen ausgeglichen. Die Durchführung von Projekten in Drittländern im Rahmen flexibler Mechanismen trug mit etwa 450 Mio. t CO2e jährlich zu den bilanzierten Emissionsminderungen bei, davon stammten etwa 300 Mio. t aus Clean Development Mechanism-Projekten und weitere 150 Mio. t aus Joint Implementation-Projekten.
Insgesamt reduzierten die Staaten ihre Emissionen sogar um 2,4 Mrd. t CO2e pro Jahr mehr als geplant. Dass die angestrebten Emissionsminderungen erreicht wurden, ist jedoch nicht nur auf Klimaschutzpolitik, sondern wahrscheinlich auch zum großen Teil auf überschüssige Emissionsrechte zurückzuführen, die aus dem Zusammenbruch der osteuropäischen Volkswirtschaften, dem gebremsten Wirtschaftswachstum infolge der Finanzkrise ab 2007 und aus der Anrechnung von Landnutzungsänderungen stammen. Auch Carbon Leakage – die Verlagerung von emissionsintensiver Produktion in Drittstaaten – könnte eine, wenn auch geringe, Rolle gespielt haben.

### Zusammenbruch der osteuropäischen Volkswirtschaften
Trotz der geringen Reduktionsziele wurden diese von vielen Staaten nicht immer konsequent verfolgt. Zwar kam es zwischen 1990 und 2004 noch zu einer Reduktion des Treibhausgasausstoßes aller reduktionsverpflichteten Länder aus Anhang B um 15,3 %, doch dabei stieg der Ausstoß zwischen 2000 und 2004 schon wieder um 2,9 % an. Die Ursache für dieses Muster liegt darin, dass der Großteil der rechnerisch erreichten Reduktion auf den Zusammenbruch der osteuropäischen Volkswirtschaften nach 1990 zurückzuführen ist, die sich in den vergangenen Jahren deutlich erholt haben. Die sogenannten Volkswirtschaften oder Länder im Übergang zur Marktwirtschaft reduzierten ihre Emissionen zwischen 1990 und 2000 um 39,3 %, wonach sich der Trend umkehrte: Von 2000 bis 2004 stieg der Ausstoß dort um 4,1 %. Die übrigen Anhang-B-Länder kommen auf einen Anstieg ihres Ausstoßes um 8,8 % von 1990 bis 2000 und einen weiteren Anstieg um 2 % von 2000 bis 2004. Dies bedeutete zwar einen gebremsten Anstieg während der letzten Jahre, war jedoch immer noch weit von den eingegangenen Reduktionszielen entfernt.

### Mitgliedstaaten der Europäischen Union
In Deutschland kam es von 1990 bis 2004 zu Verringerungen der CO2-Emissionen um 17,2 %. Grob die Hälfte hiervon ist auf den Zusammenbruch der ostdeutschen Industrie nach der Wiedervereinigung zurückzuführen, während der andere Teil auf Einspar- und Modernisierungsmaßnahmen auf dem Gebiet der alten Bundesrepublik entfällt. Mit der Ausnahme von Großbritannien kam es in den meisten anderen Staaten zwischen 1990 und 2005 zu teilweise drastischen Erhöhungen der Ausstoßmengen. Dennoch konnte die EU ihre Emissionen in der ersten Verpflichtungsperiode des Kyoto-Protokolls erheblich senken. Mit Ende des Jahres 2012 wurden etwa 18 % weniger Treibhausgase als noch 1990 ausgestoßen. Damit wurde das 8 %-Ziel, zu dem sich die EU verpflichtet hatte, deutlich übertroffen.

### Emissionsminderungen aus der ersten Verpflichtungsperiode
Die folgende Tabelle gibt einen Überblick darüber, inwieweit die ursprünglich 38 Annex-B-Länder des Protokolls ihre Minderungsziele der ersten Verpflichtungsperiode 2008–12 eingehalten haben, die Nutzung flexibler Mechanismen ist darin nicht berücksichtigt.
| Staat                     | Emissionen im Basisjahr 1) [Mio. t CO2e] | Verpflichtete Emissionsänderung 2008–12 2) [%] | Tatsächliche Emissionen 2008–12 2) [Mio. t CO2e / Jahr] | Tatsächliche Emissionsänderung 2008–12 2) [%] | Abweichung von der Verpflichtung 3) [%] |
| ------------------------- | ---------------------------------------- | ---------------------------------------------- | ------------------------------------------------------- | --------------------------------------------- | --------------------------------------- |
| Australien                | 547,700                                  | 8 %                                            | 565,356                                                 | 3,2 %                                         | 4,8 %                                   |
| Belgien                   | 145,729                                  | −8 %                                           | 125,478                                                 | −13,9 %                                       | 6,4 %                                   |
| Bulgarien 5)              | 132,619                                  | −8 %                                           | 61,859                                                  | −53,4 %                                       | 45,4 %                                  |
| Dänemark                  | 68,978                                   | −21 %                                          | 57,868                                                  | −17,3 %                                       | −3,7 %                                  |
| Deutschland               | 1.232,430                                | −21 %                                          | 933,369                                                 | −24,3 %                                       | 3,3 %                                   |
| Estland 5)                | 42,622                                   | −8 %                                           | 19,540                                                  | −54,2 %                                       | 46,2 %                                  |
| Finnland                  | 71,004                                   | 0 %                                            | 67,084                                                  | −5,5 %                                        | 5,5 %                                   |
| Frankreich                | 563,925                                  | 0 %                                            | 504,545                                                 | −10,5 %                                       | 10,5 %                                  |
| Griechenland              | 106,987                                  | 25 %                                           | 119,290                                                 | 11,5 %                                        | 13,5 %                                  |
| Irland                    | 55,608                                   | 13 %                                           | 58,444                                                  | 5,1 %                                         | 7,9 %                                   |
| Island                    | 3,368                                    | 10 %                                           | 3,711                                                   | 10,2 %                                        | −0,2 %                                  |
| Italien                   | 516,851                                  | −6 %                                           | 480,872                                                 | −7,0 %                                        | 0,5 %                                   |
| Japan                     | 1.261,331                                | −6 %                                           | 1.229,872                                               | −2,5 %                                        | −3,5 %                                  |
| Kanada 4)                 | 593,998                                  | −6 %                                           | 703,907                                                 | 18,5 %                                        | −24,5 %                                 |
| Kroatien 5)               | 31,322                                   | −5 %                                           | 27,946                                                  | −10,8 %                                       | 5,8 %                                   |
| Lettland 5)               | 25,909                                   | −8 %                                           | 10,044                                                  | −61,2 %                                       | 53,2 %                                  |
| Liechtenstein             | 0,229                                    | −8 %                                           | 0,239                                                   | 4,1 %                                         | −12,1 %                                 |
| Litauen 5)                | 49,414                                   | −8 %                                           | 20,814                                                  | −57,9 %                                       | 49,9 %                                  |
| Luxemburg                 | 13,167                                   | −28 %                                          | 11,949                                                  | −9,3 %                                        | −18,7 %                                 |
| Monaco                    | 0,108                                    | −8 %                                           | 0,094                                                   | −12,5 %                                       | 4,5 %                                   |
| Neuseeland                | 61,913                                   | 0 %                                            | 60,249                                                  | −2,7 %                                        | 2,7 %                                   |
| Niederlande               | 213,034                                  | −6 %                                           | 199,837                                                 | −6,2 %                                        | 0,2 %                                   |
| Norwegen                  | 49,619                                   | 1 %                                            | 51,898                                                  | 4,6 %                                         | −3,6 %                                  |
| Österreich                | 79,050                                   | −13 %                                          | 81,574                                                  | 3,2 %                                         | −16,2 %                                 |
| Polen 5)                  | 563,443                                  | −6 %                                           | 396,038                                                 | −29,7 %                                       | 23,7 %                                  |
| Portugal                  | 60,148                                   | 27 %                                           | 63,468                                                  | 5,5 %                                         | 21,5 %                                  |
| Rumänien 5)               | 278,225                                  | −8 %                                           | 119,542                                                 | −57,0 %                                       | 49,0 %                                  |
| Russland 5)               | 3.323,419                                | 0 %                                            | 2.116,509                                               | −36,3 %                                       | 36,3 %                                  |
| Schweden                  | 72,152                                   | 4 %                                            | 58,988                                                  | −18,2 %                                       | 22,2 %                                  |
| Schweiz                   | 52,791                                   | −8 %                                           | 50,725                                                  | −3,9 %                                        | −4,1 %                                  |
| Slowakei 5)               | 72,051                                   | −8 %                                           | 45,259                                                  | −37,2 %                                       | 29,2 %                                  |
| Slowenien 5)              | 20,354                                   | −8 %                                           | 18,388                                                  | −9,7 %                                        | 1,7 %                                   |
| Spanien                   | 289,773                                  | 15 %                                           | 347,840                                                 | 20,5 %                                        | −5,5 %                                  |
| Tschechien 5)             | 194,248                                  | −8 %                                           | 134,713                                                 | −30,6 %                                       | 22,6 %                                  |
| Ukraine 5)                | 920,837                                  | 0 %                                            | 395,317                                                 | −57,1 %                                       | 57,1 %                                  |
| Ungarn 5)                 | 115,397                                  | −6 %                                           | 65,000                                                  | −43,7 %                                       | 37,7 %                                  |
| USA 4)                    | 6.169,592                                | −7 %                                           | 6.758,528                                               | 9,5 %                                         | −16,5 %                                 |
| Vereinigtes Königreich    | 779,904                                  | −13 %                                          | 600,605                                                 | −23,0 %                                       | 10,5 %                                  |
| Gesamt (ohne Kanada, USA) | 12.016,659                               | −4,0 %                                         | 9.104,223                                               | −24,2 %                                       | 20,2 %                                  |
| Gesamt                    | 18.780,250                               | −5,1 %                                         | 16.566,658                                              | −11,8 %                                       | 6,7 %                                   |

## Das UN-Klimaregime nach Ende der ersten Verpflichtungsperiode

### Doha-Änderungen: Zweite Verpflichtungsperiode
Über die Zukunft des Kyoto-Protokolls wurde bis 2012 verhandelt. Im Zentrum standen die Auseinandersetzungen um ein Nachfolgeprotokoll, das weiter reichende Reduktionsverpflichtungen mit einer größeren Zahl an verpflichtend teilnehmenden Staaten verbinden sollte. Die Verhandlungen wurden hauptsächlich auf den jährlich stattfindenden UN-Klimakonferenzen geführt. Auf der UN-Klimakonferenz auf Bali 2007 wurde vereinbart, bis zur UN-Klimakonferenz in Kopenhagen 2009 eine Nachfolgeregelung für das 2012 auslaufende Kyoto-Protokoll zu verabschieden. Dies kam nicht zustande. Auch in Kopenhagen konnte nur ein Minimalkonsens ohne verbindliche Reduktionsziele gefunden werden („Copenhagen Accord“).
Im Jahr 2010 erklärte Japan, man stünde nicht für eine zweite Verpflichtungsperiode zur Verfügung. Kanada ging noch einen Schritt weiter und gab am 13. Dezember 2011 seinen Ausstieg aus dem Abkommen bekannt. Hintergrund dieser Entscheidung ist die Steigerung der kanadischen Treibhausgasemission in den Jahren zuvor, die hohe Strafzahlungen nach sich gezogen hätten.
Auf der UN-Klimakonferenz in Durban 2011 einigten sich die Staatenvertreter, das Kyoto-Protokoll zunächst mit einer zweiten Verpflichtungsperiode zu verlängern. Für die angestrebten Emissionsminderungen sollten die beteiligten Industriestaaten bis Mai 2012 Vorschläge einreichen. Über die Reduktionsbeiträge und die Dauer der zweiten Verpflichtungsperiode wurde auf der UN-Klimakonferenz in Doha 2012 entschieden. Man einigte sich auf Druck des Gipfelgastgebers auf die Fortführung des Kyoto-Protokolls („Kyoto II“) bis 2020:
Insgesamt 38 Staaten sagten quantitative Minderungen um durchschnittlich 18 % gegenüber ihrem Emissionsniveau des Jahres 1990 zu. Dies sind Australien, die 27 EU-Länder sowie weitere europäische Staaten, die für ca. 14 bis 15 Prozent des weltweiten CO2-Ausstoßes verantwortlich waren – Russland, Japan und Neuseeland machten keine Zusagen. Vier Staaten kamen hinzu: Zypern, Malta, Belarus und Kasachstan. Stickstofftrifluorid (NF3) wurde in die Liste der reglementierten Treibhausgase aufgenommen. Berichts- und Berechnungsvorschriften und Regeln zur Berücksichtigung von Landnutzungsänderungen wurden angepasst. Die meisten Anhang-B-Staaten verpflichteten sich, überschüssige Emissionsrechte aus der ersten Verpflichtungsperiode nicht in die zweite zu übertragen.
Deutsche Medien bezeichneten das Ergebnis als einen „Mini-Kompromiss“.
Die Doha-Änderungen und damit die zweite Verpflichtungsperiode treten in Kraft 90 Tage nachdem sie von 144 Mitgliedsstaaten des Kyoto-Protokolls akzeptiert worden sind. Genau 90 Tage vor Ende der zweiten Verpflichtungsperiode wurde mit der Akzeptierung durch Nigeria das Quorum erreicht. Dass die zweite Verpflichtungsperiode für wenige Stunden in Kraft tritt, gilt als von symbolischem Wert.[veraltet]

### Übereinkommen von Paris
Für die Zeit nach 2020 einigten sich die Vertragsparteien der Klimarahmenkonvention auf ein neues Abkommen, das das Kyoto-Protokoll ersetzen soll: das Übereinkommen von Paris. In dem Übereinkommen ist unter anderem das konkrete Ziel festgelegt, die Erderwärmung auf deutlich unter 2 °C – möglichst unter 1,5 °C – zu begrenzen. Hierfür reicht ein großer Teil der Staaten Pläne ein, sogenannte Nationally Determined Contributions, kurz NDCs, die zugesagte nationale Klimaschutzmaßnahmen auflisten. Diese NDCs sollen in regelmäßigen Abständen neu eingereicht werden; die Hoffnung der Staatengemeinschaft ist, dass sie von Mal zu Mal ambitionierter ausfallen werden. Mit den bis 2020 eingereichten NDCs – selbst wenn diese vollständig umgesetzt werden – ist das Zwei-Grad-Ziel nicht einzuhalten.